# Amanda Aparecida Santos de Sousa
Amanda Aparecida Santos De Sousa (São Paulo, 9 de setembro de 1991) é uma atleta paralímpica brasileira, praticante da modalidade levantamento de peso paralímpico.
A atleta, que teve paralisia cerebral no nascimento, ganhou destaque em competições nacionais e internacionais, incluindo participações em campeonatos mundiais e  medalha de bronze nos Jogos Parapan-Americanos de Lima, em 2019. A atleta treina na associação esportiva CDDU/Futel (Clube Desportivo para Deficientes de Uberlândia / Fundação Uberlandense do Turismo, Esporte e Lazer) em Uberlândia.

## Biografia
Filha de Sônia Sebastiana dos Santos, natural de Minas Gerais, e de Antônio José de Sousa, natural da Bahia, Amanda nasceu em São Paulo. A atleta nasceu em 1991, de forma prematura, na vigésima segunda semana de gestação e passou dois meses na incubadora neonatal antes de ir para casa.Aos sete meses, por movimentos diferentes, foi diagnosticada com paralisia cerebral diparética espástica na AACD e começa a fazer atividades físicas através da fisioterapia.
Aos seis anos, seus pais se separaram, e Amanda se muda para Brasília com o pai, onde faz tratamento no Hospital Sarah Kubitschek por dois anos. Após o encerramento do tratamento, se muda para Ituiutaba, em Minas Gerais, para morar com a mãe. Aos treze, por influência do avô, Sebastião Inácio dos Santos, se muda junto a mãe para Uberlândia.  
Em Uberlândia, Amanda começou a frequentar a unidade da AACD e interagir com outras pessoas com deficiência, e relata sobre essa experiência: 

Com quatorze anos eu comecei a frequentar aquele grupinho de pessoas com deficiência, tinham mais ou menos a minha faixa de idade. Isso é muito gostoso e eu recomendo para qualquer pessoa que tenha alguma dificuldade, você precisa conviver com o comum para você, achar identidade e perceber que não é o fim do mundo, que os desafios que você enfrentam não são os únicos. 
Na AACD, Amanda foi se aproximando do esporte e, após começar na natação, foi apresentada ao levantamento de peso paralímpico pelo técnico Wéverton Santos, que reconheceu a aptidão do seu biotipo para a modalidade. Em 2009, começou a participar de competições regionais com destaque, e, em paralelo, continuou os estudos, ingressando no curso de fisioterapia na Universidade Federal de Uberlândia.
Em 2012, participou pela primeira vez de uma competição de nível nacional, ingressando no Circuito Brasil Loterias Caixa: Etapa Nacional, em Fortaleza, no Ceará, conquistando o primeiro lugar com a marca de 75 quilos.
Seus resultados levam ao convite para compor a seleção brasileira da modalidade em 2013. Em 2014, participa de sua primeira competição internacional, os Jogos Para Sul-Americanos, em Santiago, no Chile, conquistando a medalha de ouro em sua categoria.
A atleta não conseguiu, contudo, atingir a marca de 85 quilos levantados a tempo de participar dos Jogos Parapan-Americano de 2015, em Toronto, conseguindo participar da competição apenas em 2019, no Peru.

## Títulos
Campeonato Mundial
- 9º lugar: 2017 (Cidade do México)

Copa do Mundo
- Bronze: 2017 (Hungria)

Jogos Parapan-Americanos
- Bronze: 2019 (Lima)